# Прапор Оратівського району
Пра́пор Ора́тівського райо́ну — один із офіційних символів Оратівського району Вінницької області. Затверджений на сесії Оратівської районної ради.

## Опис
Прапор являє собою триколірне прямокутне полотнище рівновеликих смуг жовтого, синього та червоного кольорів із співвідношенням сторін 2:3.

## Символіка
Прапор району створений з урахуванням історичної традиції району, особливостями якої є: відтворення на прапорі земельних емблем та зв'язок кольорової гами прапора з гербовими барвами.
- Золото — ознака багатства, добробуту, сили та верховенства.
- Синій колір символізує вірність, чесність, бездоганність та лицарські чесноти.
- Червоний колір — символ великодушності, мужності, відваги та сміливості.

## Інші версії

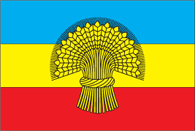
Версія прапору з сайту «Українська геральдика»

Джерело наводить інший варіант прапора району, з таким порядком кольорів: синім, жовтим та червоним відповідно та з зображенням золотого снопа.